# Stenogastrura hiemalis
Genre
Espèce
Stenogastrura hiemalis, unique représentant du genre Stenogastrura, est une espèce de collemboles de la famille des Hypogastruridae.

## Distribution
Cette espèce se rencontre en Amérique du Nord.

## Publication originale
- Christiansen & Bellinger, 1980 : Part 1. Poduridae and Hypogastruridae. The Collembola of North America North of the Rio Grande, Grinnell College, Iowa, p. 1-386.